# 誕生 〜BIRTH〜
『誕生 〜BIRTH〜』（たんじょう バース）は、1989年11月21日に発表された岩崎宏美の20枚目のオリジナル・アルバム。益田宏美（ますだ ひろみ）名義で発表された。発売元はビクター音楽産業。
規格品番はVDR-1652（CD）。2008年に再発売されたボックス・セットはVICL-62560（CD）。

## 解説
岩崎宏美の最初の結婚後、初となるオリジナル・アルバム。妊娠・出産を迎えた時期に制作されたアルバムで、妊娠8か月となる1989年9月1日から9月29日にかけてレコーディングされた。アルバムタイトルも第一子の誕生を迎えた心境を反映している。
益田宏美名義の『家族 〜FAMILY〜』『きょうだい』と合わせて「胎教&育児3部作」と称される。
同世代の女性から共感を呼んで小さな子供を持つ母親を中心にヒットし、発売後の1年間で7万枚を売り上げ、2年後の1991年時点でも毎月2,000〜3,000枚の注文が入るというロングセラーとなった。
本作ではオリジナル曲は「夜空で星が生まれるように」（荒木一郎の「空に星があるように」とは別の曲）と「1mmの幸せ」の2曲と、セルフカバーとなる「聖母たちのララバイ」の合計3曲のみで、その他はクラシック音楽の著名な楽曲に岩谷時子が日本語詞を作詞したもので構成される。
全曲の編曲、オーケストレーションと指揮、スーパーバイザーを樋口康雄が担当している。 演奏に女性アンサンブルのポワソン（野村玲子：ピアノ、西川八重：バイオリン、山浦陽子：チェロ）が参加。アルバムジャケットのイラストはおおた慶文。

### 復刻盤
2008年6月25日、益田宏美名義で発表された3枚のアルバムをまとめたボックス・セット『「誕生」「家族」「きょうだい」BOX』として復刻された。ボックス・セットは岩崎宏美名義で発売された。
復刻盤ボックス・セットには、ボーナス・トラックとして以下の曲のオリジナルカラオケが収録された。
- 夢見るように愛したい
- 愛を+ワン（47枚目のシングル）
- 真珠貝の歌（アルバム『きょうだい』収録曲）
- 愛という名の勇気（48枚目のシングル）
- Life（49枚目のシングル）

## 収録曲

### オリジナル盤
1. 夜空で星が生まれるように -プロローグ-
  - 作詞: 岩谷時子、作曲: 坂田晃一
2. 神様　見てよ
  - 作詞: 岩谷時子、作曲: J. S. Bach・樋口康雄
  - カンタータ第147番から「主よ、人の望みの喜びよ」より（Herz und Mund und Tat und Leben BWV. 147）
3. ブラームスで子守唄
  - 作詞: 岩谷時子、作曲: J. Brahms・樋口康雄
  - 16のピアノ・ワルツ集 第15曲「ブラームスの子守唄」より（Walzer op.39）
4. 初めてのダンス
  - 作詞: 岩谷時子、作曲: A.P. Borodin・樋口康雄
  - 歌劇『イーゴリ公』「ダッタン人の踊り」より（Price Igor）
5. 1㎜の幸せ
  - 作詞: 岩崎宏美（益田宏美名義）、作曲: 羽田健太郎
6. アンダンテ・カンタービレ
  - 作詞: 岩谷時子、作曲: P.I.Tohakovsky・樋口康雄
  - 弦楽四重奏曲第1番 第2楽章「アンダンテ・カンタービレ」より（String Quartet No.1 op.11）
7. 子供の情景
  - 作詞: 岩谷時子、作曲: R.Schumann・樋口康雄
  - ピアノ曲集『子供の情景』第1曲「見知らぬ国」より（Kinderscenen op.15）
8. 夢のあとに
  - 歌曲集『3つのメロディ』 (Trois mélodies) 作品7 第1曲「夢のあとに」より（Trois mélodies, op.7-1 Apres un reve）
  - 作詞: 岩谷時子、作曲: G.Faure・樋口康雄
9. 聖母たちのララバイ
  - 作詞: 山川啓介、作曲: 木森敏之・John Scott
10. 夜空で星が生まれるように -エピローグ-
  - 作詞: 岩谷時子、作曲: 坂田晃一

### CD（2008年盤）
復刻盤ボックス・セット『「誕生」「家族」「きょうだい」BOX』収録曲。
1. 夜空で星が生まれるように -プロローグ-
2. 神様　見てよ
3. ブラームスで子守唄
4. 初めてのダンス
5. 1㎜の幸せ
6. アンダンテ・カンタービレ
7. 子供の情景
8. 夢のあとに
9. 聖母たちのララバイ
10. 夜空で星が生まれるように -エピローグ-
11. 夢見るように愛したい（オリジナルカラオケ）
  - 作曲: 林哲司 、編曲: 大村雅朗
  - ボーナス・トラック。46枚目のシングル。
12. 愛を+ワン（オリジナルカラオケ）
  - 作曲・編曲: 樋口康雄
  - ボーナス・トラック。47枚目のシングル。
13. 真珠貝の歌（オリジナルカラオケ）
  - 作曲・編曲: 樋口康雄
  - ボーナス・トラック。アルバム『きょうだい』収録曲。
14. 愛という名の勇気（オリジナルカラオケ）
  - 作曲: 安部恭弘、編曲: 萩田光雄
  - ボーナス・トラック。48枚目のシングル。
15. Life（オリジナル・カラオケ）
  - 作曲: 穂口雄右、編曲: 山川恵津子
  - ボーナス・トラック。49枚目のシングル。

## 制作スタッフ
- Orchestration・Conductor:樋口康雄
- Director:小池秀彦
- Recording Engineer:田辺章男
  - Co-Recording Engineer:小池秀彦
  - Co2-Recording Engineer:金沢淳
  - Mastering Engineer:川崎洋
  - Assistant Engineer:金沢百万石・山下マリンタワー・明石標準児・二宮金次郎・高山スペクター
- Artist Management:佐田東詩夫（スリー・ジー）・吉川恵子（スリー・ジー）
- Supervisor:樋口康雄（スパーブ）
- Executive Producer:飯田久彦
- Art Direction:古賀民也
- Illustration:おおた慶文
- Photography:武藤義・古賀タクミ
- Styling:えなみ真理子
- Hair & Make:嶋田ちあき
- Design:山田充
- Special Thanks to:平野優佳（キティクリエイティブ）
- Conception:岩谷時子
- Recording at Victor Studio・Shangri-La・Music-inn
- Recording Date:1989年9月1日～29日

## オーケストラ
- Flute:旭孝・相馬充
- Piccolo:旭孝・篠原猛
- Oboe:石橋雅一・山本洋一・柴山洋・川村正明
- Clarinet:山根公男・品川政治・佐野博美・十亀正司
- B-Clarinet:ジェイク・H・コンセプション
- Fagotto:埜口浩之・前田信吉・一重佳子
- F-Horn:南浩之・中島大之・高野哲夫
- Trumpet:小林正弘
- Trombone:平内保夫・岡田澄雄・清岡太郎
- Tuba:久保修平
- PanFlute:藤山明
- Harmonica:八木伸郎
- Piano:美野春樹・菊池ひみこ・海出景広
- Harp:山川恵子
- Percussion:春名禎子・高田みどり・鳴島英治・納見義徳・白石健二
- Cello:松岡陽平
- GutGuitar:高島政晴
- Clapping・Tapping:樋口康雄・海出景広
- Strings:佐藤野百合スーパー・ストリングス
- Background:黒沢裕一・藤島新・若子内悦郎・梅垣達志